# XV Reunião Ordinária do Conselho do Mercado Comum
A XV Reunião Ordinária do Conselho do Mercado Comum ocorreu em dezembro de 1998, na cidade de Rio de Janeiro.

## Participantes
Representando os estados-membros
- Fernando Henrique Cardoso
- Carlos Menem
- Julio Maria Sanguinetti
- Raúl Cubas Grau

## Decisões
A reunião produziu onze decisões.